# Coyote Linux
Coyote Linux foi uma pequena distribuição Linux desenvolvido pela Vortech Consulting contendo apenas os serviços necessários para transformar um computador em um roteador ou firewall.